# 上海造船学院
上海造船学院是曾经存在于中国上海市的一所学校，已经整体并入上海交通大学并发展为上海交通大学船舶海洋与建筑工程学院。

## 历史
- 1943年，交通大学接办重庆商船专科学校造船科，成立造船工程系。
- 1952年，高等学校院系调整，在交通大学造船系基础上，并入同济大学、武汉交通学院的造船系。
- 1956年，以交通大学和大连工学院造船系为基础的上海造船学院在交通大学原址成立，造船系分为船舶制造系和船舶动力系
- 1957年4月，上海造船学院整建制并入交通大学上海分部。

## 知名校友
- 杨槱
- 何有声